# Espoir Sportif de Jerba Midoun
Espoir Sportif de Jerba Midoun( Arabisch : الأمل الرياضي بجربة ميدون ) is een Tunesische voetbalclub opgericht 1974 en gevestigd in de stad Midoun op het eiland Djerba. De club speelt in de kleuren wit en blauw. Momenteel speelt de club in 2de klasse.

## Erelijst
- Tunesische Ligabeker (1x)
  - Winnaar: 2001